# Ana Quintans
Ana Quintans és una soprano portuguesa, especialitzada en el repertori del barroc i el classicisme.
Nascuda a Lisboa, després de completar el 1998 estudis de belles arts com a escultora, va ingressar al departament vocal del Conservatori de Lisboa. Els anys 2002-2004 va estudiar a l'escola d'estiu per a joves vocalistes OPERAPLUS, a Bèlgica, on guanyà el premi Vera Rozna i el premi Temple Square Concert. Va continuar els seus estudis (2005-2006) a l'estudi d'òpera de Flandes, a Gant, amb una beca de la Fundació Gulbenkian.
Quintans s'ha especialitzat en la interpretació de música barroca i del classicisme i, en aquest camp, ha treballat amb directors com William Christie, Michel Corboz, Enrico Onofri, Antonio Florio, Alan Curtis o Mark Minkowski. Així mateix, també s'ha especialitzat en la revalorització de compositors portuguesos del barroc i el classicisme. És coneguda per la lleugeresa de la seva veu i de les seves actuacions i per la profunda interpretació dels personatges operístics.
Entre les seves gravacions hi ha obres de Charpentier, com el Judicium Salomonis i el Motet pour une longue offrande, amb William Christie i Les Arts Florissants, i el Requiem de Fauré amb la Sinfonia Varsovia i Michel Corboz. Destaquen, també, gravacions d'obres de Francisco António de Almeida i de l'òpera Antigono d'Antonio Mazzoni, així com un recull d'àries d'Albinoni amb el Concerto de'Cavalieri i Marcello de Lisa.